# نیسک‌آباد ( سردشت)
نیسک‌آباد، روستایی است از توابع بخش مرکزی و در شهرستان سردشت استان آذربایجان غربی ایران.

## جمعیت
این روستا در دهستان باسک کولسه قرار داشته و بر اساس سرشماری سال ۱۳۹۰ جمعیت آن ۱۰۶ نفر (۲۳ خانوار)
بوده‌است.